# Phyllacanthus
Phyllacanthus is een geslacht van zee-egels uit de familie Cidaridae.

## Soorten
Recent
- Phyllacanthus dubius Brandt, 1835
- Phyllacanthus forcipulatus Mortensen, 1936
- Phyllacanthus imperialis (Lamarck, 1816)
- Phyllacanthus irregularis Mortensen, 1928
- Phyllacanthus longispinus Mortensen, 1918
- Phyllacanthus magnificus H.L. Clark, 1914
- Phyllacanthus parvispinus Tension Woods, 1878

Uitgestorven
- Phyllacanthus clarkii †
- Phyllacanthus duncani Chapman & Cudmore, 1934 †
- Phyllacanthus serratus Philip, 1963 †
- Phyllacanthus texanus Whitney & Kellum, 1966 †
- Phyllacanthus titan Fell, 1954 †
- Phyllacanthus tylotus H.L. Clark, 1945 †
- Phyllacanthus tysoni Whitney & Kellum, 1966 †
- Phyllacanthus wellmanae Fell, 1954 †

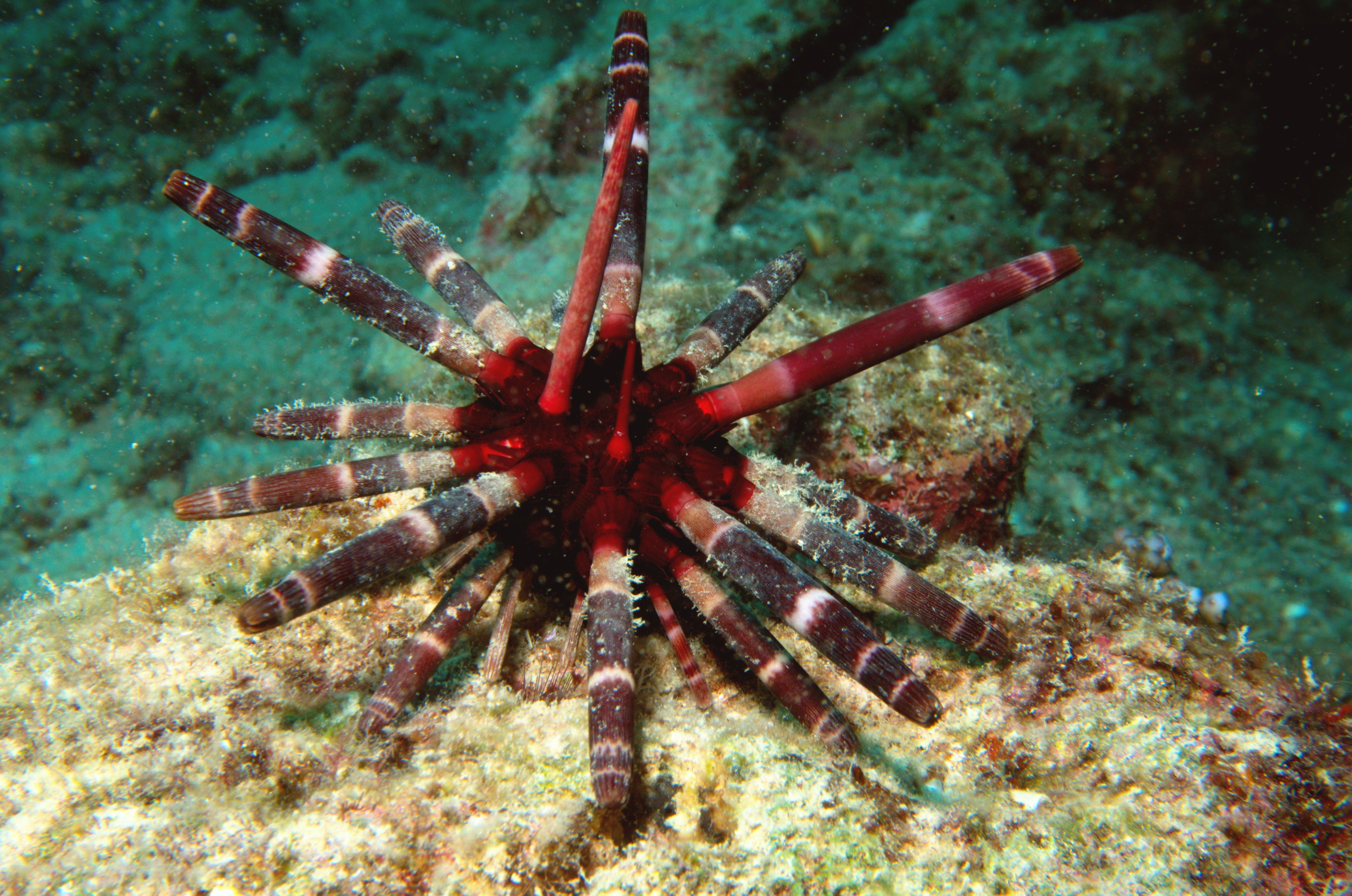
Phyllacanthus imperialis
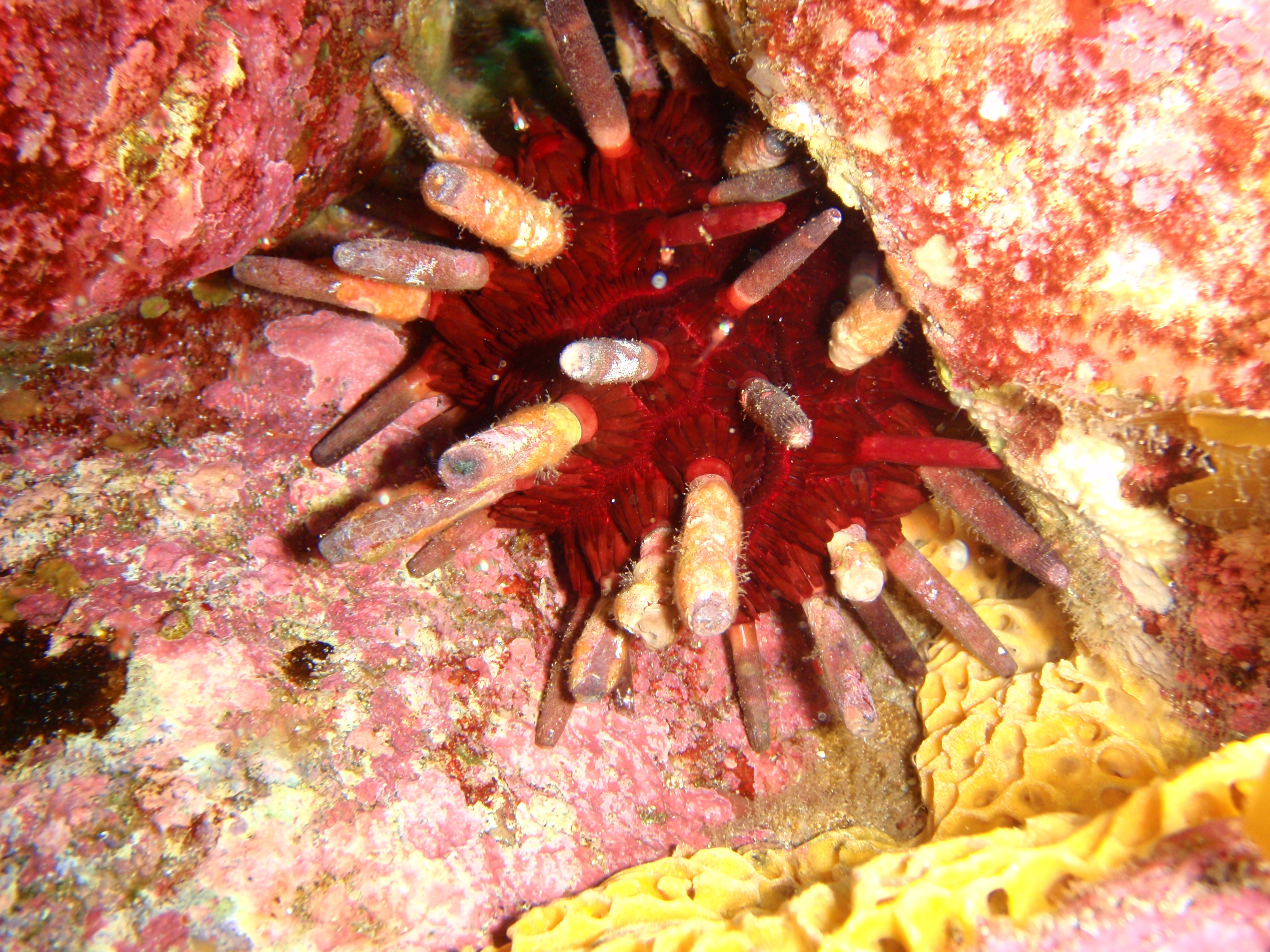
Phyllacanthus irregularis
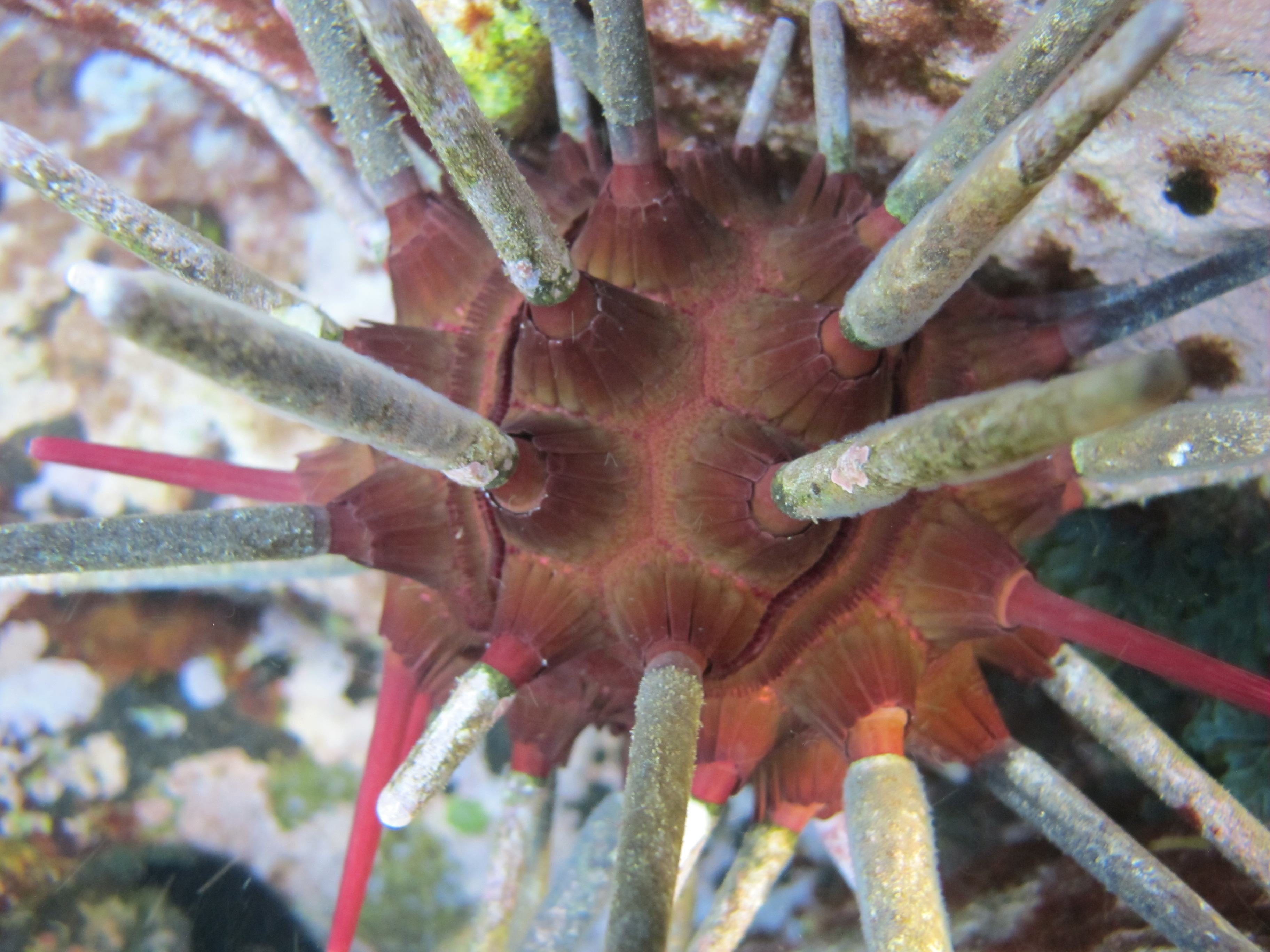
phyllacanthus parvispinus